# Sun Art
Sun Art est une entreprise chinoise de grande distribution. 

## Histoire
Elle est fondée en 2000 en tant de co-entreprise entre Auchan et Ruentex Group, entreprise taiwanaise utilisant la marque RT-Mart.
En 2011, Sun Art effectue une introduction partielle en bourse, levant 1,1 milliard de dollars. A ce moment là, Sun Art opère 197 hypermarchés
En novembre 2017, Alibaba annonce la reprise de la participation de 36 % de Ruentex Group dans Sun Art pour l'équivalent de 2,87 milliards de dollars. Au moment de cette transaction, Sun Art représente 450 hypermarchés utilisant les marques RT-Mart et Auchan
En octobre 2020, Auchan décide de vendre sa participation de 36 % dans Sun Art, entreprise de distribution chinoise dont il avait un contrôle relatif, à Alibaba. Au total, ce sont 484 hypermarchés et plus de 150.000 collaborateurs qui sont cédés pour une valeur estimée à 3 milliards d'euros.